# Сембел
Се́мбел — прежняя деревня в окрестностях города Асмэры (Эритрея), в настоящее время — пригород Асмэры, в южной части города. Сразу же после окончания войны за независимость Эритреи там был реализован крупный проект жилищного строительства, субсидируемый государством. При проведении строительных работ в рамках этого проекта, а также в рамках проекта строительства по соседству гостиницы «Интерконтиненталь» (InterContinental) были обнаружены следы древнего поселения. Чтобы желающие могли ознакомиться с результатами раскопок, Национальный музей Эритреи возвёл специальное здание в Сембеле.